# Somewhere Out in Space
Somewhere Out In Space es el quinto álbum de la banda alemana de power metal Gamma Ray, lanzado en 1997.
Siguiendo la tradición de cambio de miembros en cada álbum que terminaría después de este álbum, se completarían las salidas de Jan Rubach y Thomas Nack. Dirk Schlächter guitarrista de la banda tomaría el bajo y su puesto sería tomado por Henjo Richter y entraría el baterista Dan Zimmerman.
El tema "Watcher in the Sky" fue grabado por Iron Savior y aparecería en su álbum homónimo de 1997, en él aparecen Piet Sielck en la guitarra y voces adicionales y Thomen Stauch en la batería. La canción "Men, Martians and Machines" comienza con los "cinco tonos" de la película Encuentros Cercanos del Tercer Tipo, tocados en guitarra.

## Listado de canciones
1. "Beyond the Black Hole" (L:Hansen M:Hansen/Schlächter/Zimmermann) – 6:00
2. "Men, Martians And Machines" (Hansen) – 3:52
3. "No Stranger (Another Day In Life)" (Hansen) – 3:35
4. "Somewhere Out in Space" (Hansen) – 5:27
5. "The Guardians of Mankind" (Richter) – 5:01
6. "The Landing" (L:Hansen M:Schlächter) – 1:16
7. "Valley of the Kings" (Hansen) – 3:51
8. "Pray" (L:Hansen M:Schlächter) – 4:45
9. "The Winged Horse" (Richter) – 7:02
10. "Cosmic Chaos" (Zimmermann) – 0:48
11. "Lost in the Future" (L:Hansen M:Schlächter) – 3:40
12. "Watcher in the Sky" (Hansen/Sielck) – 5:19
13. "Rising Star" (Schlächter) – 0:51
14. "Shine On" (L:Hansen M:Schlächter) – 6:52

Bonus Track Japonés
1. "Return to Fantasy" (David Byron/Ken Hensley) - 5:16 (cover de Uriah Heep)

### Bonus Tracks de la Reedición 2003
1. "Return to Fantasy" (Byron/Hensley) - 5:16 (cover de Uriah Heep)
2. "Miracle" (Hansen) - 7:17
3. "Victim of Changes" (Atkins/Downing/Halford/Tipton) - 7:23 (cover de Judas Priest)

- "Miracle" también aparece en el EP Silent Miracles.
- "Victim of Changes" También aparece en el EP Valley of the Kings.

- "Beyond the Black Hole" es acerca de viajar al espacio desconocido para descubrir agujeros negros.
- "Somewhere Out in Space" es acerca de la serie Star Trek.
- "The Landing" and "Valley of the Kings" es acerca de la llegada de alienígenas a la Tierra dentro de millones de años.
- "Pray" es acerca del fin de la esperanza de que la raza humana sea salvada.
- "Shine On" es acerca de la teoría de que los extraterrestres trajeron la vida a la tierra y sembraron las semillas de la humanidad hace mucho tiempo.

## Músicos
- Kai Hansen Voz y guitarra.
- Henjo Richter Guitarra y teclado.
- Dirk Schlächter Bajo.
- Dan Zimmermann Batería.

### Músicos invitados
- Voces y guitarra: Piet Sielck ("Watcher in the Sky")
- Batería: Thomen Stauch ("Watcher in the Sky")